# 马坪乡 (武冈市)
马坪乡，是中华人民共和国湖南省邵陽市武冈市下辖的一个乡镇级行政单位。

## 行政区划
马坪乡下辖以下地区：
田塘村、青松村、石塘村、长源村、金星村、参塘村、万山村、劳背村、长石村、铜盆村、金龙村、火马村、白羊坳村、罗园村、宝花村、转龙村、石地村、陈龙村、东冲村、滨江村、富山村、龙局村、双江村、南青村、大团村和大水村。